# Langley Green
Langley Green är en ort i Storbritannien.   Den ligger i grevskapet West Sussex och riksdelen England, i den södra delen av landet, 40 km söder om huvudstaden London. Langley Green ligger 63 meter över havet och antalet invånare är 7 000.
Terrängen runt Langley Green är platt.Runt Langley Green är det tätbefolkat, med 383 invånare per kvadratkilometer. Närmaste större samhälle är Crawley, 2,0 km sydost om Langley Green. I omgivningarna runt Langley Green växer i huvudsak blandskog.